# Port Huron
Port Huron es una ciudad ubicada en el condado de St. Clair en el estado estadounidense de Míchigan. Es sede del condado de St. Clair. En el Censo de 2010 tenía una población de 30184 habitantes y una densidad poblacional de 950,19 personas por km². El habitante más famoso de esta ciudad fue Thomas Edison y es ahí donde el inventor empezó su carrera como empresario. En 2005 la ciudad recibió el prestigioso premio All-America City Award que otorga anualmente la organización National Civic League a diez ciudades en EE. UU.

## Geografía
Según la Oficina del Censo de los Estados Unidos, Port Huron tiene una superficie total de 31.77 km², de la cual 20.93 km² corresponden a tierra firme y (34.11%) 10.84 km² es agua.

## Demografía
Según el censo de 2010, había 30184 personas residiendo en Port Huron. La densidad de población era de 950,19 hab./km². De los 30184 habitantes, Port Huron estaba compuesto por el 83.96% blancos, el 9.06% eran afroamericanos, el 0.66% eran amerindios, el 0.57% eran asiáticos, el 0.01% eran isleños del Pacífico, el 1.25% eran de otras razas y el 4.49% pertenecían a dos o más razas. Del total de la población el 5.41% eran hispanos o latinos de cualquier raza.